# 홍천군의회
홍천군의회는 강원특별자치도 홍천군 지역을 관할하는 기초의회이다.